# Iker Zubizarreta
Iker Joseba Zubizarreta (Caracas, Venezuela; 18 de mayo de 1962) es un exfutbolista venezolano que jugaba como delantero y participó con Venezuela en los Juegos Olímpicos de Moscú de 1980.
Es nieto de Félix Zubizarreta, futbolista que jugó en el Athletic Club en España antes de emigrar a Sudamérica tras la Guerra Civil Española. Debido al nombre y la herencia vasca de Iker, se informó que el Athletic consideró hacer un acercamiento para ficharlo, aunque la política del club de utilizar jugadores locales normalmente no incluye a jugadores de la diáspora vasca criados en el extranjero, y no se materializó ningún movimiento.
Se inició en la práctica organizada del balompié en el Deportivo Vasco, aunque también pasó por las filas del Loyola Sport Club.

## Carrera
Cuando aún no terminaba el bachillerato, fue convocado por el seleccionador Manuel Plasencia como parte del combinado que representaría a Venezuela en el Preolímpico de Colombia en 1980. En el partido inaugural ante Brasil, jugó como titular, su falta de experiencia profesional le hizo figurar desdibujado en el campo.
En la segunda actuación de La Vinotinto en el Preolímpico de Colombia, ante Colombia, salió nuevamente como titular, la confianza de Plasencia y los consejos de sus compañeros le sirvieron para adaptarse, y de qué manera, al minuto 68 conectó de cabeza un pase de Ordan Aguirre para clavar el balón en la malla de los locales. Venezuela ganó 1-0 a Colombia.
Venezuela clasificó finalmente a las Olimpíadas de Moscú, donde Iker tuvo una gran actuación anotando un gol ante Zambia que significó el primer triunfo olímpico de La Vinotinto y otro ante Cuba.
El Athletic Club quedó sorprendido con la actuación del venezolano y sometió a referéndum entre los socios la decisión de incluir a Iker en las filas del club, pero la posibilidad de jugar en el fútbol español se esfumó cuando la entidad bilbaína decidió mantener la tradición de fichar sólo jugadores nacidos en el País Vasco.
Sin ofertas de clubes venezolanos, se fue a Estados Unidos por intercambio estudiantil, en Indiana fue becado y llevó al equipo de la universidad a ganar el título de la NCAA.
Nuevamente vistió la camiseta vinotinto en los Juegos Centroamericanos de 1982, cuando Venezuela ganó medalla de oro, y en los Panamericanos de 1983.

## Participaciones en Juegos Olímpicos
| Torneo                   | Sede  | Resultado    |
| ------------------------ | ----- | ------------ |
| Juegos Olímpicos de 1980 | Moscú | Primera fase |